# Eveón
Eveón fue un poeta trágico ateniense (ca. 480 a. C.). Hijo de Esquilo. Fue muy apreciado por sus dotes interpretativas. Actuó en las Arqueras, de Esquilo, y en la Andrómeda y en Támiras, de Sófocles.